# قائمة منظمات الحزب النازي
قائمة بالمنظمات التي أنشأها الحزب النازي أو ارتبطت ارتباطًا وثيقًا بها، والتي يمكن فرزها حسب عنوانها باللغة الألمانية أو الإنجليزية.
- شوتزشتافل
| الاسم الألماني | الاسم العربي                                              | وصف                                                                             | تاريخ التأسيس |
| --- | --------------------------------------------------------- | ------------------------------------------------------------------------------- | ------------- |
| Ahnenerbe | آننإربه                                                   | مركز أبحاث للبحث في تاريخ الجنس الآري؛                                          | 1935          |
| Amerikadeutscher Bund | الرابطة الألمانية الأمريكية                               | منظمة نازية أمريكية                                                             |               |
| <a href="https://en.wikipedia.org/wiki/Anti-Komintern" rel="mw:ExtLink" title="Anti-Komintern" class="cx-link" data-linkid="27">Anti-Komintern</a>                                        | مكافحة الكومنترن                                          | وكالة للدعاية المعادية للسوفييت                                                 | 1933          |
| Bund Deutscher Mädel | رابطة الفتيات الألمانية                                   | الفرع النسائي لحركة الشباب النازي                                               |               |
| BDM Werk Glaube und Schönheit | رابطة الفتيات الألمان وجمعية الجمال                       | منظمة للفتيات من سن 17 إلى 21                                                   | 1938          |
| Deutsche Arbeitsfront (DAF) | جبهة العمال الألمانية                                     | منظمة نقابية نازية                                                              | 1933          |
| Deutsche Christen | المسيحيون الألمان                                         | جماعة ضغط مسيحي وحركة نازية                                                     | 1931          |
| Deutsche Glaubensbewegung | حركة الإيمان الألماني                                     | حركة دينية نازية غير مسيحية                                                     | 1933          |
| <a href="https://en.wikipedia.org/wiki/Deutscher_Radfahrer-Verband" rel="mw:ExtLink" title="Deutscher Radfahrer-Verband" class="cx-link" data-linkid="63">Deutscher Radfahrer-Verband</a> | الرابطة الألمانية للدراجات                                | وحدة ركوب الدراجات في الرابطة الوطنية الاشتراكية للرايخ لممارسة الرياضة البدنية |               |
| Deutsche Verkehrsfliegerschule (DVS) | مدرسة الطيران الألمانية                                   | منظمة تدريب عسكرية سرية                                                         | 1925          |
| Freigemeinschaft von Teutonia | جمعية توتونيا الحرة                                       | الرابطة الألمانية الموالية للنازية                                              |               |
| Freundeskreis der Wirtschaft | دائرة أصدقاء الاقتصاد                                     | مجموعة من الصناعيين الذين جمعوا الأموال للبحوث العرقية النازية                  |               |
| Freunde des Neuen Deutschland | أصدقاء ألمانيا الجديدة                                    | منظمة نازية أمريكية                                                             | 1933          |
| Hitler Jugend | شباب هتلر                                                 | فرع الذكور لمنظمة الشباب النازية                                                | 1922          |
| Lebensborn | ليبينزبورن                                                | منظمة تقدم المساعدة المالية لزوجات أعضاء قوات الأمن الخاصة                      | 1935          |
| Nationalsozialistischer Reichsbund für Leibesübungen ( NSRL ) | الرابطة الوطنية الاشتراكية للرايخ لممارسة الرياضة البدنية | المنظمة النازية للرياضة                                                         |               |
| Propagandaministerium | وزارة التنوير والدعاية العامة للرايخ                      | أحد مصطلحات منظمة الدعاية النازية الرئيسية                                      | 1933          |
| Schönheit der Arbeit | جمال العمل                                                | منظمة دعاية                                                                     | 1934          |